# Riddles Wisely Expounded
Riddles Wisely Expounded, ovvero Gli indovinelli ben risolti, è una ballata tradizionale in lingua inglese. È la ballata iniziale delle Child Ballads, essendole attribuito il numero 1.

## La ballata
Dopo Iudas, Riddles Wisely Expounded è la ballata con la più antica attestazione manoscritta dell'intero corpus Childiano; il testo qui riportato testo proviene infatti da un manoscritto del 1445 circa, conservato adesso presso la Bodleian Library di Oxford (Rawlinson MS., 328, fo. 174v); nel manoscritto la ballata è redatta in distici, e preceduta dal titolo latino (Virgo et diabolus), che è usualmente integrato nel testo.
Gli indovinelli e gli enigmi hanno sempre giocato un ruolo importante nella cultura popolare, e tutti sanno quanto numerose siano le storie di pericoli scampati o di prìncipi e principesse conquistati con l'appropriata soluzione di un indovinello (o di una serie di indovinelli). È quasi ovvio ricordare qui anche gli enigmi che la Sfinge propose a Edipo. Ma alla base di queste storie resta però il carattere magico della parola segreta, e la tradizione popolare britannica conserva ancora tale carattere arcaico dell'indovinello in questa ballata costruita alla fine del XV secolo con elementi antichissimi che riecheggiano decisamente motivi già presenti nell'epica germanica antica: si pensi ad esempio all'Alvíssmál (Canto del Nano Onnisciente) dell'Edda, dove Thor sconfigge il Nano Onnisciente (al-víss) grazie alla sua astuzia. Qui, invece, la saggia ragazza mette a tacere nientemeno che il Diavolo in persona. Con inquadrature e formulazioni diverse, tali indovinelli sono giunti fino ai nostri giorni attraverso la tradizione orale.

## Il testo originale della ballata
.virgo et diabolus. Wol ye here a wonder thynge

Betwyxt a mayd and the fovle fende?

Thys spake the fend to the mayd:

"Beleue on me, mayd, to day.
Mayd, mote y thy leman be,

Wyssedom y wolle teche the:

All the wyssedom off the world,

Hyf thou wolt be true and forward holde.
"What ys hyer than ys the tre?

What ys dypper than ys the see?

What ys scharpper than ys the thorne?

What ys loder than ys the horne?
"What ys longger than ys the way?

What ys rader than ys the day?

What ys bether than is the bred?

What ys strenger than ys the dede?
"What ys grenner than ys the wode?

What ys sweetter than ys the note?

What ys swifter than ys the wynd?

What ys recher than ys the kynge?
"What ys yeluer ys the wex?

What ys softer than ys the flex?

But thou now answery me,

Thu schalt for sothe my leman be."
"Ihesu, for thy myld myghth,

As thu art kynge and knyght,

Lene me wisdome to answer here ryghth

And schylde me fram the fovle wyghth!
"Hewene ys heyer than ys the tre,

Helle ys dypper than ys the see,

Hongyr ys scharpper than ys the thorne,

Thonder ys lodder than ys the horne.
"Loukynge ys longer than ys the way,

Syn is rader than ys the day.

Godys flesse ys betur than ys the brede,

Payne ys strenger than ys the dede.
"Gras ys grenner than ys the wode,

Loue ys swetter than ys the notte.

Thowt ys swifter than ys the wynde,

Ihesus ys recher than ys the kynge.
"Safer is yeluer than ys the wexs,

Selke ys softer than ys the flex.

Now, thu fende, styl thu be;

Nelle ich speke no more with the!"

## Traduzione italiana
GLI INDOVINELLI BEN RISOLTI
.virgo et diabolus. Volete sentire una cosa incredibile

Tra una ragazza e il diavolo schifoso?

Così disse il demonio alla ragazza:

"Oggi devi fidarti di me, fanciulla.
Se potrò essere il tuo amante

T'insegnerò io la scienza:

Tutta la sapienza del mondo

Se sarai la mia amante e mi sarai fedele.
"Cos'è più alto dell'albero?

Cos'è più profondo del mare?

Cos'è più aguzzo della spina?

Cosa fa più rumore del corno?
Cos'è più lungo della strada?

Cos'è più rosso del giorno?

Cosa è più buono del pane?

Cos'è più forte della morte?
Cos'è più verde del bosco?

Cos'è più dolce della nocciola?

Cos'è più veloce del vento?

Chi è più ricco del re?
Cos'è più giallo della cera?

Cos'è più soffice della canapa?

Se adesso non mi risponderai

Di certo sarai la mia amante."
"Gesù, con la tua dolce potenza

E poiché sei re e cavaliere,

Dammi la scienza per risponder bene

E proteggimi dal lurido demonio!
"Il cielo è più alto dell'albero,

L'inferno è più profondo del mare,

La fame è più aguzza della spina,

Il tuono fa più rumore del corno.
Lo sguardo è più lungo della strada,

Il peccato è più rosso del giorno,

La carne di Dio è più buona del pane,

Il dolore è più forte della morte.
L'erba è più verde del bosco,

L'amore è più dolce della nocciola,

Il pensiero è più veloce del vento,

Gesù è più ricco del re.
Lo zafferano è più giallo della cera,

La seta è più soffice della canapa,

Ora tu, Satana, stattene zitto

Ché non voglio più parlare con te."